# DeAndre Jordan
Hyland DeAndre Jordan, Jr. (Houston, Texas, 21 de julio de 1988) es un jugador de baloncesto estadounidense que pertenece a la plantilla de los Denver Nuggets de la NBA. Mide 2,11 metros de altura y juega en la posición de pívot.

## Trayectoria deportiva

### Universidad
Tras su última temporada en high school en la que promedió 26,1 puntos, 15,2 rebotes y 8,2 tapones, fueron muchas las universidades interesadas en reclutarle, entre ellas Florida, Florida State, Indiana o Texas, pero finalmente se decantó por jugar al lado de casa, en la Universidad de Texas A&M.
Jordan fue titular en 21 de los 35 partidos disputados con los Aggies en la temporada 2007-08. Promedió 20 puntos y 1,3 tapones por partido. Su porcentaje de tiro fue de un 61.7%, sin embargo, se mostró muy flojo en tiros libres, anotando tan solo un 43.7%. Acabó la temporada con 7.9 puntos y 6.0 rebotes de media, siendo elegido en el mejor quinteto de novatos de la Big 12 Conference. Al término de la temporada, Jordan se declaró elegible para el Draft de la NBA.

#### Estadísticas
| Año     | Equipo    | PJ | PT | MPP  | %TC  | %3P | %TL  | RPP | APP | ROB | TPP | PPP |
| ------- | --------- | -- | -- | ---- | ---- | --- | ---- | --- | --- | --- | --- | --- |
| 2007–08 | Texas A&M | 35 | 21 | 20.1 | .617 | –   | .437 | 6.0 | .4  | .2  | 1.3 | 7.9 |

### Selección nacional
Fue convocado con la selección de Estados Unidos para participar en el Campeonato del Mundo sub-20 disputado en Serbia, donde jugó una media de 9 minutos por partido, en una competición en la que acabaron en segunda posición. También participó con el equipo junior de Estados Unidos que se enfrentó a una selección del resto del mundo en el 2007 Nike Hoop Summit celebrado en Memphis.

### Profesional

#### Clippers (2008-2018)
Fue elegido en la segunda ronda del Draft de la NBA de 2008 por Los Angeles Clippers, en el puesto 35, equipo con el que firmó contrato el 15 de julio de ese mismo año. Jugó cinco partidos de la Liga de Verano disputada en Las Vegas, en los que promedió 7,4 puntos, 7,2 rebotes y 2 tapones por partido.
Debido a las lesiones de los jugadores interiores de los Clippers, Jordan jugó su primer partido como titular el 19 de enero de 2009 ante Minnesota Timberwolves, en el que firmó 8 puntos, 10 rebotes y 8 tapones en 34 minutos. Dos días después, frente a Los Angeles Lakers, anotó 23 puntos, incluyendo 10 mates, una rara proeza solamente lograda por Dwight Howard y Shaquille O'Neal en los últimos 10 años. A pesar de sus actuaciones, en ambos partidos no consiguió la victoria. El 25 de enero, Jordan consiguió 20 rebotes en su cuarto partido como titular, uniéndose a Shaquille O'Neal, Tim Duncan y Aaron Gray como los únicos cuatro novatos en lograrlo.
En 2014, terminó su sexta temporada con los Clippers como el máximo reboteador de la liga. Al año siguiente, se consolidó como un gran referente bajo los tableros, repitiendo título de máximo reboteador, y siendo incluido en el Mejor quinteto defensivo de la NBA y en el tercer mejor quinteto de la liga.
Después de rechazar una oferta de 5 años por $109 millones de los Clippers para renovar su contrato, se convierte en agente libre el 1 de julio de 2015. Dos días después, se dio por hecho su contratación por los Dallas Mavericks con un contrato por 4 temporadas y 80 millones de dólares, que horas más tarde rechazó, aceptando la contraoferta hecha por su anterior equipo, Los Angeles Clippers, de 4 temporadas y $88 millones. Al término de la temporada fue incluido por segunda vez en el mejor quinteto defensivo.
El 26 de enero de 2017, fue seleccionado como reserva para disputar el All-Star Game de la NBA 2017, celebrado en Nueva Orleans, siendo su primera elección para un All-Star en su carrera. Durante ese fin de semana, también participó en el Concurso de Mates, pero no pasó de primera ronda. Al término de la temporada fue incluido por segunda vez en el tercer mejor quinteto de la liga.

#### Dallas y New York (2018-2019)
En junio de 2018, tras convertirse en agente libre, firmó por una temporada por los Dallas Mavericks.
El 31 de enero de 2019, Jordan fue traspasado a los New York Knicks junto con Wesley Matthews, Dennis Smith Jr. y dos futuras primeras rondas del draft a cambio de Kristaps Porziņģis, Tim Hardaway Jr., Trey Burke y Courtney Lee. En los Knicks, termina la temporada con el mejor promedio de asistencias de su carrera, con 3 por partido.

#### Brooklyn (2019-2021)
El 30 de junio de 2019, firma un contrato de $40 millones en 4 años con los Brooklyn Nets.
En su primera temporada con los Nets, perdió la titularidad por primera vez desde 2011.
Tras dos temporadas en Brooklyn, el 3 de septiembre de 2021, es traspasado a Detroit Pistons a cambio de Jahlil Okafor y Sekou Doumbouya. Pero el jugador acepta una rescisión de su contrato (buyout) con los Pistons.

#### Lakers (2021-2022)
Finalmente, el 9 de septiembre, firma con Los Angeles Lakers. Promedió 4,1 puntos y 5,4 rebotes en 32 partidos, siendo cortado por los Lakers el 1 de marzo de 2022.

#### Philadelphia 76ers (2022)
El 3 de marzo de 2022, Jordan fichó por los Philadelphia 76ers. En 16 partidos promedió 4,6 puntos y 5,8 rebotes.

#### Denver Nuggets (2022–presente)
El 12 de julio de 2022, Jordan fichó por los Denver Nuggets.
El 12 de junio de 2023 se proclama campeón de la NBA por primera vez en su carrera tras vencer a Miami Heat en la final de la NBA.

## Estadísticas de su carrera en la NBA
|  | Denota temporadas en las que fue Campeón de la NBA |
|  | Líder de la liga                                   |
|  | Récord de la NBA                                   |

### Temporada regular
| Año      | Equipo        | PJ   | PT  | MPP  | %TC  | %3P   | %TL  | RPP  | APP | ROB | TPP | PPP  |
| -------- | ------------- | ---- | --- | ---- | ---- | ----- | ---- | ---- | --- | --- | --- | ---- |
| 2008-09  | L.A. Clippers | 53   | 13  | 14.5 | .633 | -     | .385 | 4.5  | .2  | .2  | 1.1 | 4.3  |
| 2009-10  | L.A. Clippers | 70   | 12  | 16.2 | .605 | .000  | .375 | 5.0  | .3  | .2  | .9  | 4.8  |
| 2010-11  | L.A. Clippers | 80   | 66  | 25.6 | .686 | .000  | .452 | 7.2  | .5  | .5  | 1.8 | 7.1  |
| 2011-12  | L.A. Clippers | 66   | 66  | 27.2 | .632 | .000  | .525 | 8.3  | .3  | .5  | 2.0 | 7.4  |
| 2012-13  | L.A. Clippers | 82   | 82  | 24.5 | .643 | -     | .386 | 7.2  | .3  | .6  | 1.4 | 8.8  |
| 2013-14  | L.A. Clippers | 82   | 82  | 35.0 | .676 | -     | .428 | 13.6 | .9  | 1.0 | 2.5 | 10.4 |
| 2014-15  | L.A. Clippers | 82   | 82  | 34.4 | .710 | .250  | .397 | 15.0 | .7  | 1.0 | 2.2 | 11.5 |
| 2015-16  | L.A. Clippers | 77   | 77  | 33.7 | .703 | .000  | .430 | 13.8 | 1.2 | .7  | 2.3 | 12.7 |
| 2016-17  | L.A. Clippers | 81   | 81  | 31.7 | .714 | .000  | .430 | 13.8 | 1.2 | .6  | 1.7 | 12.7 |
| 2017-18  | L.A. Clippers | 77   | 77  | 31.5 | .645 | -     | .580 | 15.2 | 1.5 | .5  | .9  | 12.0 |
| 2018-19  | Dallas        | 50   | 50  | 31.1 | .644 | -     | .682 | 13.7 | 2.0 | .7  | 1.1 | 11.0 |
| 2018-19  | New York      | 19   | 19  | 25.9 | .634 | -     | .773 | 11.4 | 3.0 | .5  | 1.1 | 10.9 |
| 2019-20  | Brooklyn      | 56   | 6   | 22.0 | .666 | -     | .680 | 10.0 | 1.9 | .3  | .9  | 8.3  |
| 2020-21  | Brooklyn      | 57   | 43  | 21.9 | .763 | .000  | .500 | 7.5  | 1.6 | .3  | 1.1 | 7.5  |
| 2021-22  | L.A. Lakers   | 32   | 19  | 12.8 | .674 | -     | .462 | 5.4  | .4  | .3  | .8  | 4.1  |
| 2021-22  | Philadelphia  | 16   | 1   | 13.4 | .593 | -     | .714 | 5.8  | .5  | .1  | .6  | 4.6  |
| 2022-23  | Denver        | 39   | 8   | 15.0 | .765 | 1.000 | .458 | 5.2  | .9  | .3  | .6  | 5.1  |
| 2023-24  | Denver        | 36   | 2   | 11.0 | .624 | -     | .491 | 4.4  | .7  | .2  | .4  | 3.9  |
| 2024-25  | Denver        | 56   | 5   | 12.3 | .650 | -     | .422 | 5.1  | .9  | .3  | .5  | 3.7  |
| Total    | Total         | 1111 | 791 | 25.1 | .674 | .154  | .475 | 9.7  | .9  | .5  | 1.4 | 8.5  |
| All-Star | All-Star      | 1    | 0   | 12.3 | .600 | .000  | -    | 3.0  | 2.0 | .0  | .0  | 6.0  |

### Playoffs
| Año   | Equipo        | PJ | PT | MPP  | %TC   | %3P  | %TL   | RPP  | APP | ROB | TPP | PPP  |
| ----- | ------------- | -- | -- | ---- | ----- | ---- | ----- | ---- | --- | --- | --- | ---- |
| 2012  | L.A. Clippers | 11 | 11 | 22.6 | .525  | -    | .333  | 5.3  | .4  | .6  | 1.6 | 4.5  |
| 2013  | L.A. Clippers | 6  | 6  | 24.0 | .455  | -    | .222  | 6.3  | .2  | .2  | 1.7 | 3.7  |
| 2014  | L.A. Clippers | 13 | 13 | 34.0 | .730  | -    | .434  | 12.5 | .8  | .9  | 2.5 | 9.6  |
| 2015  | L.A. Clippers | 14 | 14 | 34.4 | .716  | -    | .427  | 13.4 | 1.1 | 1.1 | 2.4 | 13.1 |
| 2016  | L.A. Clippers | 6  | 6  | 33.0 | .632  | -    | .373  | 16.3 | 1.8 | 1.2 | 2.7 | 11.7 |
| 2017  | L.A. Clippers | 7  | 7  | 37.8 | .705  | .000 | .393  | 14.3 | .7  | .4  | .9  | 15.4 |
| 2022  | Philadelphia  | 3  | 2  | 10.2 | 1.000 | -    | -     | 2.3  | .3  | .0  | .7  | 3.3  |
| 2023  | Denver        | 4  | 0  | 3.4  | .667  | -    | .500  | 1.0  | .3  | .0  | .3  | 1.3  |
| 2024  | Denver        | 2  | 0  | 6.5  | .500  | -    | 1.000 | 1.5  | .0  | .5  | .5  | 2.0  |
| 2025  | Denver        | 7  | 0  | 5.1  | 1.000 | -    | .000  | 1.3  | .3  | .0  | .1  | .9   |
| Total | Total         | 73 | 59 | 25.7 | .670  | .000 | .404  | 9.2  | .7  | .6  | 1.7 | 8.0  |